# Elk City (Kansas)
Elk City é uma cidade localizada no estado americano de Kansas, no Condado de Montgomery.

## Demografia
Segundo o censo americano de 2000, a sua população era de 305 habitantes.
Em 2006, foi estimada uma população de 300, um decréscimo de 5 (-1.6%).

## Geografia
De acordo com o United States Census Bureau tem uma área de
0,9 km², dos quais 0,9 km² cobertos por terra e 0,0 km² cobertos por água. Elk City localiza-se a aproximadamente 254 m acima do nível do mar.

## Localidades na vizinhança
O diagrama seguinte representa as localidades num raio de 28 km ao redor de Elk City.